# Blue Bossa
Blue Bossa è un brano jazz strumentale di Kenny Dorham. È stato inciso per la prima volta nell'album di Joe Henderson Page One, pubblicato nel 1963. Il motivo, che mescola hard bop e bossa nova, è stato probabilmente influenzato dalla visita che Dorham fece al Festival Jazz di Rio de Janeiro nel 1961. Da allora è stato registrato numerose volte da diversi artisti, divenendo uno standard della musica jazz.